# ジョン・ヴェラスケス
ジョン・ヴェラスケス（John R. Velazquez 、1971年11月24日 - ）は、アメリカ合衆国の騎手。プエルトリコ出身。

## 来歴
1988年6月、プエルトリコのジョッキースクールに入学。1990年に騎手としてのキャリアをスタートさせると、同年3月にはアンヘル・コルデロ・ジュニア騎手の勧めでプエルトリコを離れ、ニューヨーク州を拠点にアメリカ競馬で騎乗を始めた。
1991年、6月16日にプライヴェートマン（Private Man）でオハイオダービーを勝ち、重賞初制覇。1993年、8月29日にアワド（Awad）でセクレタリアトステークスを勝ち、G1初制覇を果たす。
1995年、ジャパンカップに出走するタークパサー（Turk Passer）騎乗のため来日するが、同馬は出走取消となる。ジャパンカップ前日の11月25日、インターナショナルジョッキーズ1で日本初騎乗を果たすが、8着に終わった。
1996年、ヤングジョッキーズワールドチャンピオンシップに出場。3月2日のオープニングカップをアジヤフウジンで勝ち、日本での初勝利を挙げる。翌3月3日のセレブレイションカップでも2着に入るなどの活躍を見せ、計52点を獲得するが、54点を獲得した吉田稔に惜しくも敗れた。
1998年、11月7日にダホス（Da Hoss）でブリーダーズカップ・マイルを勝ち、ブリーダーズカップ初制覇。
2004年、7月29日に通算3000勝を達成。同年には初のリーディングジョッキーとなり、エクリプス賞最優秀騎手にも選ばれた。
2005年、3月26日にロージズインメイ（Roses in May）でドバイワールドカップを優勝。初めて北米以外のG1を制した。この年もまたリーディングジョッキーとなり、エクリプス賞最優秀騎手に選ばれている。
2007年、6月9日に牝馬のラグズトゥリッチズ（Rags to Riches）でベルモントステークスを勝ち、アメリカクラシック三冠競走初制覇。
2008年、9月28日に通算4000勝を達成。
2009年、ジョージ・ウルフ記念騎手賞を受賞した。
2011年、5月7日のケンタッキーダービーで騎乗予定だった前年のエクリプス賞最優秀2歳牡馬・アンクルモー（Uncle Mo）が、内臓の疾患により出走を取り消した。そこで急遽、アニマルキングダム（Animal Kingdom）に騎乗することとなる。同馬に騎乗予定だったロビー・アルバラードが3日前に負傷し、騎手が不在となっていたためである。そしてそのアニマルキングダムに騎乗して、ケンタッキーダービー初制覇を果たした。また同年12月、第25回ワールドスーパージョッキーズシリーズに出場。シリーズ初出場を果たしたが、4位に終わった。
2012年、4月23日にアメリカ競馬名誉の殿堂博物館の顕彰者に選出された。
2013年、11月2日にブリーダーズカップ・ジュヴェナイルフィリーズで騎乗していたシークレットコンパス（Secret Compass）がレース中に故障、転倒し落馬。脾臓摘出の重傷を負った。

## 人物
既婚者で息子が1人、娘が1人いる。妻のレオナはレオ・オブライエン調教師の娘。

## 主な勝ち鞍

### アメリカ
- アルシバイアディーズステークス（2011年Stephanie's Kitten）
- ヴォスバーグステークス（2001年Left Bank、2006年Henny Hughes、2012年The Lumber Guy）
- ウッドワードステークス（2007年Lawyer Ron、2010年Quality Road）
- エイコーンステークス（2000年Finder's Fee、2007年Cotton Blossom、2008年Zaftig、2015年Curalina）
- オグデンフィップスハンデキャップ（2002年Raging Fever、2005年Ashado、2010年Life At Ten、2011年Awesome Maria）
- キングスビショップステークス（2004年Gygistar、2006年Henny Hughes、2010年Discreetly Mine）
- ケンタッキーオークス（2004年Ashado、2021年Malathaat）
- ケンタッキーダービー（2011年Animal Kingdom、2017年Always Dreaming、2020年Authentic）
- コーチングクラブアメリカンオークス（2001年Tweedside、2004年Ashado、2007年Octave、2010年Devil May Care、2015年Curalina）
- ジャストアゲームステークス（2013年Stephanie's Kitten）
- シャンペンステークス（1996年Ordway、2004年Proud Accolade、2006年Scat Daddy、2010年Uncle Mo）
- ジョーハーシュ・ターフクラシックステークス（1995年Turk Passer、2004年Kitten's Joy、2006年・2007年English Channel、2012年Point Of Entry）
- トラヴァーズステークス（2005年Flower Alley）
- ドンハンデキャップ（2003年Harlan's Holiday、2010年Quality Road、2012年Hymn Book）
- パーソナルエンスンハンデキャップ（2002年Summer Colony、2004年Storm Flag Flying、2012年Love And Pride）
- フラワーボウルステークス（1998年Auntie Mame、2006年Honey Ryder、2012年Nahrain、2014年Stephanie's Kitten、2019年Sistercharlie）
- ブリーダーズカップ・ジュヴェナイル（2010年Uncle Mo）
- ブリーダーズカップ・ジュヴェナイルフィリーズ（2000年Caressing、2002年Storm Flag Flying）
- ブリーダーズカップ・スプリント（2004年Speightstown）
- ブリーダーズカップ・ターフ（2007年English Channel）
- ブリーダーズカップ・ディスタフ（2004年Ashado）
- ブリーダーズカップ・フィリー&メアターフ（2002年Starine、2011年Perfect Shirl、2018年Sistercharlie）
- ブリーダーズカップ・マイル（1998年Da Hoss、2012年Wise Dan）
- フリゼットステークス（2002年Storm Flag Flying、2005年Adieu、2009年Devil May Care、2012年Dreaming of Julia）
- ベルデイムステークス（1996年Yanks Music、2005年Ashado、2010年Life At Ten）
- ベルモントステークス（2007年Rags to Riches、2012年Union Rags）
- ホイットニーハンデキャップ（2002年Left Bank、2007年Lawyer Ron、2008年Commentator）
- マザーグースステークス（1996年Yanks Music、2001年Fleet Renee、2007年Octave、2010年Devil May Care、2011年Buster's Ready）
- メトロポリタンハンデキャップ（1996年Honour And Glory、1999年Sir Bear、2010年Quality Road、2012年Shackleford）
- ラフィアンインビテーショナルハンデキャップ（1996年Yanks Music、2004年Sightseek、2006年Pool Land、2010年Malibu Prayer）

### その他
- ウッドバインマイル（2000年Riviera、2005年Leroidesanimaux、2012年Wise Dan）
- ドバイワールドカップ（2005年Roses in May）
- E.P.テイラーステークス（2004年Commercante、2005年Honey Ryder、2011年Miss Keller）